# Різдва Богородиці «Гореча» чоловічий монастир
Різдва Богородиці «Гореча» чоловічий монастир — чоловічий православний монастир УПЦ (МП).

## Заснування монастиря
Монастир «Гореча» було засновано у 1712 році невідомим ченцем-пустельником на околиці адміністративного центру Чернівецької землі Молдавського князівства. Одним з перших будівничих обителі став майбутній православний ієрарх Антоній (Путнянський-Черновський), який певний час був в ній ієромонахом. Вже будучі владикою, на згадку про своє перебування з братією, збудував (1730) дерев'яну церкву та келії для монахів, а також пожертвував (разом з братом Сильвестром) земельну ділянку в Чернівцях.

Першим відомим ігуменом став ієромонах Іоаникій (зг. 1737). Найбільший же розквіт монастиря пов'язаний з його наступником — ігуменом Артемоном (Кініцьким). Управляючи монастирем з початку 1740-х, він суттєво покращив матеріальне становище обителі. «Гореча» володіла величезними земельними наділами навколо обителі, земельними ділянками в різних частинах Чернівців, восьмою частиною села Кабине, третьою частиною села Нагоряни, селом Могошешти, три будинки в центрі Чернівців (біля Турецької криниці), млином, греблею тощо.

## Монастирський храм
Акомулювавши ресурси та заручившись підтримкою впливових осіб, було розпочато будівництво головного монастирського храму на честь Різдва Пресвятої Богородиці. Нова кам'яна церква була споруджена на місці старої (дерев'яної). Серед її фундаторів було багато й відомих осіб — молдавські митрополити Яків (Путнянський) та Гавриїл (Каллімакі), молдавський господар Григорій ІІІ Гіка, російська імператриця Катерина II. 1767-го р. будівництво було завершено і храм освячено.
Нова монастирська церква була збудована в стилі бароко, із поєднанням українських та молдавських архітектурних традицій, притаманних для будівництва культових споруд. При спорудженні храму було передбачено й можливе оборонне призначення — масивні зовнішні стіни (1,5 м), бойова галерея вздовж другого яруса і вузькі вікна.
Одночасно з монастирською церквою було зведено дерев'яну двохярусну дзвіницю. Мідні дзвони для неї, на замовлення ігумена Артемона, відлили (1773-1774) на Садагурській монетарні.

## Закриття обителі
Після приєднання західної частини Буковини до Габсбурзької монархії розпочався процес секуляризації монастирських маєтностей. Незважаючи на протести Артемона (Кініцького), 1783-го р. Монастир «Гореча» був понижений до статуса скита, що повинен існувати за рахунок пожертв. У зв'язку з цим, ігумен залишив обитель на свого учня ієромонаха Феофілакта (Стефановича), а сам перебрався спочатку до Драгомирнського монастиря, а згодом у Молдавію. У серпні т.р., «Духовним регламентом» цісаря Йосифа ІІ (який стосувався більшості монастирів Герцогства Буковина) було офіційно скасовано навіть статус скита. Монахам, які там залишились (12 чоловік) було дозволено ще певний час пожити в обителі.

Вичерпавши всі можливості для порятунку монастиря, восени 1784 року ієромонах Феофілакт разом з братією залишили обитель. Разом з монастирською казною, цінними іконами, облаченням, книгами, грамотами, та всім майном (яке можливо було вивезти) святці вирушили у Молдавію.

## Подальша доля
Після скасування скита, Церква Різдва Пресвятої Богородиці набула статусу парафіяльної.
1823-го року храм і святе місце відвідав російський імператор Олександр I, який перебував у Чернівцях з 5-денним візитом. Дорогу від резиденції (де зупинився) до «Горече» монарх вирішив подолати пішки й практично без супроводу. Дорогою до святині був затриманий нарядом охорони (у зв'язку з перебуванням у Чернівцях австрійського і російського імператорів, місто практично було повністю перекрите), для встановлення особи. Вже біля самої церкви імператор зазнав нападу собак паламаря, від яких йому довелося оборонятися вирваним з огорожі дрючком. Цей дрючок, як реліквія, зберігався у церкві ще на початку XX століття. Після молитви у храмі, Олександр поспілкувався з місцевим парохом Теодором (Сухопаном), отримав від нього благословення, й зробив пожертву на потреби храму.
Під час Першої світової війни австрійська влада, яка відчувала нагальну потребу в кольорових металах, реквізувала старі монастирські дзвони для їх відправки на переплавку в Угорщину. Територією обителі проходила лінія оборони австрійської армії. У зв'язку з цим практично всі споруди були зруйновані. Вціліла тільки церква, яка щоправда зазнала значних пошкоджень. Її стіни, біля яких австрійці облаштували капоніри для прикриття Чернівців зі сходу, були буквально зрешечені кулями та снарядами.
У післявоєнні часи храм було відремонтовано, й продовжено використання як парафіяльного.

## Відродження монастиря

### Життя в обителі
1995-го було прийнято рішення про відновлення Монастиря «Гореча». 22 листопада 1996 року було урочисто відкрито оновлену обитель, яка сьогодні складається з: монастирської церкви Різдва Пресвятої Богородиці (з приділами Св. вмч. Георгія та Св. вмч. Варвари), дзвіниці, двох корпусів для братії, господарських будівель. За межами монастиря розташований парафіяльний будинок. У розпорядженні обителі 3,2 га землі. Крім того, монастирю виділено 8 га орної землі у селі Магала.
Під управлінням архімандрита Веніаміна (Волощука) сьогодні подвизаються 8 ченців та кілька послушників.

### Святині обителі
Монастир «Гореча» багатий на святині. В обителі зберігаються часточки св. мощей: вмч. Варвари, вмч. Георгія, вмч. і цілит. Пантелеймона, вмч. Іоана Нового Сучавського (покровителя Буковини), сшмч. Єлевферія, сщмч. Володимира, свт. Василія Великого, свт. Миколая, свт. Спиридона, свт. Амвросія, Філарета Московського, св. апостола Андрія Первозваного, прп. Сергія Радонезького, прп. Серафіма Саровського, Силуана Афонського, свв. прпп. Києво-Печерських, прп. Ісаака Сирина. Крім того збергіаються часточка Животворного Хреста Господнього, камінь від Животворного Гробу Господнього, камінь від підніжжя Голгофи, Мамрійського дуба та багато інших святинь.

## Галерея

### Фундатори монастиря

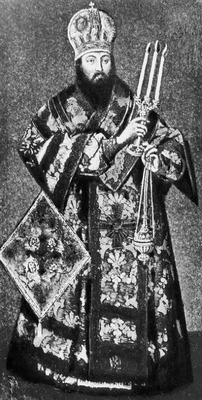
Антоній (Путнянський-Черновський)
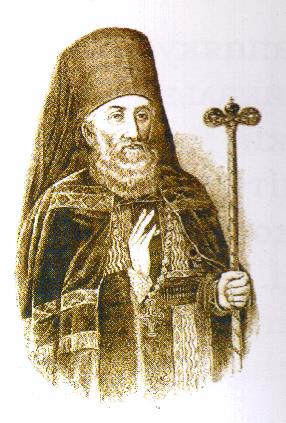
Гавриїл (Каллімакі)
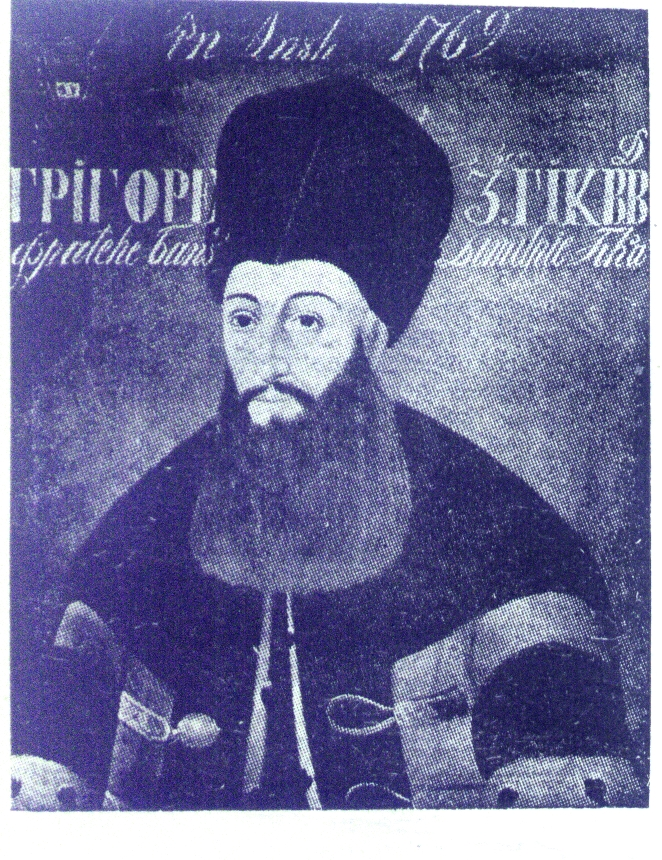
Григорій ІІІ Гіка
Катерина ІІ